# Little Rock Film Festival
Il Little Rock Film Festival (LRFF) è un film festival annuale, fondato dai fratelli Brent Renaud e Craig Renaud, che si tiene ogni primavera a Little Rock, Arkansas. Basato sulla storica Little Rock River Market District, casa della William Jefferson Clinton Presidential Library, premia lungometraggi, documentari e cortometraggi da tutto il mondo. Ospita feste, panel, workshop e programmi per giovani aspiranti registi e dedica proiezioni e programmi specifici per i film del Sud e dell'Arkansas. Nel 2010, grazie ai premi in denaro, alle opportunità di distribuzione ed alla possibilità di far parte di un grande evento, MovieMaker Magazine ha incluso il Little Rock Film Festival nella sua lista annuale dei 25 migliori festival cinematografici che valgono la quota di iscrizione.